# Велень-Подгорія
Велень-Подгорія, Велені-Подгорія (рум. Văleni-Podgoria) — село у повіті Арджеш в Румунії. Входить до складу комуни Келінешть.
Село розташоване на відстані 99 км на північний захід від Бухареста, 9 км на схід від Пітешть, 110 км на північний схід від Крайови, 101 км на південний захід від Брашова.

## Населення
За даними перепису населення 2002 року у селі проживали 1026 осіб, з них 1025 осіб (99,9%) румунів. Рідною мовою 1025 осіб (99,9%) назвали румунську.